# Llyn Ogwen
Llyn Ogwen är en sjö i Storbritannien.   Den ligger i kommunen Conwy och riksdelen Wales, i den södra delen av landet, 300 km nordväst om huvudstaden London. Llyn Ogwen ligger 299 meter över havet. Arean är 0,22 kvadratkilometer.Trakten runt Llyn Ogwen består i huvudsak av gräsmarker. Den sträcker sig 0,5 kilometer i nord-sydlig riktning, och 1,2 kilometer i öst-västlig riktning.